# XLI edició dels Premis Ariel
La LXI edició dels Premis Ariel, organitzada per l'Acadèmia Mexicana d'Arts i Ciències Cinematogràfiques (AMACC), es va celebrar el 1999 a Ciutat de Mèxic per celebrar el millor del cinema durant l'any anterior. Durant la cerimònia, l’AMACC va lliurar el premi Ariel a 26 categories en honor de les pel·lícules estrenades el 1998.

## Premis i nominacions
Nota: Els guanyadors estan llistats primer i destacats en negreta. ⭐
| Millor pel·lícula - Bajo California: El límite del tiempo ⭐ - El evangelio de las maravillas - Un embrujo                                                                            | Millor direcció - Carlos Carrera – Un embrujo ⭐ - Carlos Bolado – Bajo California: El límite del tiempo - Arturo Ripstein – El evangelio de las maravillas                  |
| Millor actor - Damián Alcázar – Bajo California: El límite del tiempo ⭐ - Roberto Sosa – Fibra óptica - Daniel Acuña – Un embrujo                                                    | Millor actriu - Blanca Guerra – Un embrujo ⭐ - Ana Claudia Talancón – El cometa - Mariana Ávila – La primera noche                                                          |
| Millor coactuació masculina - Jesús Ochoa – Bajo California: El límite del tiempo ⭐ - Bruno Bichir – El evangelio de las maravillas - Rafael Inclán – El evangelio de las maravillas | Millor coactuació femenina - Katy Jurado – El evangelio de las maravillas ⭐ - Luisa Huertas – Un embrujo - Mayra Sérbulo – Un embrujo                                       |
| Millor actor de repartiment - Fernando Torre Laphan – Bajo California: El límite del tiempo ⭐ - Fernando Rubio – El cometa - Rodolfo Arias – Un embrujo                              | Millor actriu de repartiment - Vanessa Bauche – Un embrujo ⭐ - Angélica Aragón – Fibra óptica - Zaide Silvia Gutiérrez – La otra conquista                                  |
| Millor argument original - Fibra óptica – Francisco Athié ⭐ - El cometa – Maryse Sistach, José Buil - La otra conquista – Salvador Carrasco                                          | Millor guió adaptat - Un embrujo – Carlos Carrera, Martín Salinas ⭐ |
| Millor fotografia - Un embrujo – Rodrigo Prieto ⭐ - El cometa – Gabriel Beristain - Fibra óptica – Rodrigo Prieto                                                                    | Millor edició - Bajo California: El límite del tiempo – Carlos Bolado ⭐ - Fibra óptica – Samuel Larson - Un embrujo – Peter Devaney, Sigfrido Barjau                        |
| Millor escenografia - Un embrujo – José Luis Aguilar ⭐ - El evangelio de las maravillas – Osami Kawano Koga - La otra conquista – Héctor Zavala, Salvador Parra                      | Millor banda sonora - Bajo California: El límite del tiempo – Antonio Fernández Ros ⭐ - El cometa – Eduardo Gamboa - Un embrujo – José María Vitier                         |
| Millor tema musical - (No atorgat) | Millor so - Fibra óptica – Antonio Diego, Samuel Larson ⭐ - Bajo California: El límite del tiempo – Rogelio Villanueva - Un embrujo – Andrés Franco Schöndube, David Baksht |
| Millor ambientació - Un embrujo – José Luis Aguilar ⭐ - El cometa – Fernando Solorio - El evangelio de las maravillas – Sandra Cabriada                                              | Millor vestuari - Un embrujo – Mariestela Fernández ⭐ - El cometa – Guadalupe Sánchez Sosa - El evangelio de las maravillas – Giovanna Cavasola                             |
| Millor maquillatge - La otra conquista – Sergio Espinoza ⭐ - El evangelio de las maravillas – Carlos Sánchez Serrano, Eduardo Felipe Gómez Aguilera - Un embrujo – Alfredo Mora      | Millors efectes especials - (No atorgat) |
| Millor opera prima - Bajo California: El límite del tiempo – Carlos Bolado ⭐ - La otra conquista – Salvador Carrasco                                                                 | Millor curtmetratge de ficció - En el espejo del cielo – Carlos Salces ⭐ - Cruz – Kenya Márquez - Las moscas – Alejandro Solar                                              |
| Millor curtmetratge d’animació - Sin sostén – René Castillo, Antonio Urrutia ⭐ - El muro – Sergio Arau - Largo es el camino al cielo – José Ángel García Moreno                      | Millor llargmetratge documental - (No atorgat) |
| Ariel d'or - Lilian Prado ⭐ - Walter Reuter ⭐ | Medalla Salvador Toscano - Rosalío Solano ⭐ |